# Apocheiridium validum
Apocheiridium validum är en spindeldjursart som beskrevs av Beier 1967. Apocheiridium validum ingår i släktet Apocheiridium och familjen dvärgklokrypare. Inga underarter finns listade i Catalogue of Life.